# Albert Viciano i Vives
Albert Viciano i Vives (Castellón de la Plana, 21 de agosto de 1956) es un sacerdote católico, teólogo, escritor, filólogo clásico y profesor español.

## Biografía
Albert es licenciado en Filología Clásica por la Universidad de Granada (1980), licenciado y Doctor en Teología (1984) y Doctor en Filología Clásica (1993) por la Universidad de Navarra (Pamplona). Es actualmente -desde septiembre del año 2012- Profesor de Patrología y Cristianismo Primitivo en el Instituto Teológico San Fructuoso de Tarragona y profesor de Lengua Latina y Patrología en la Facultad de Teología de Cataluña (Barcelona). El 2 de octubre de 2014 fue erigida la nueva Facultad “Antonio Gaudí” de Historia de la Iglesia, Arqueología y Artes Cristianas (Barcelona), de la que es Profesor Ordinario desde sus inicios. En octubre de 2022 ha sido nombrado Decano de dicha Facultad. Obtuvo en la Facultad de Teología de Paderborn  (Alemania) la Habilitación para la docencia e investigación en su especialidad (Patrología e Historia de la Iglesia Antigua) en 1999. Trabajó como Profesor Ayudante en esa Facultad de Teología desde octubre de 1997 hasta septiembre de 1999.
Anteriormente trabajó como becario de la Fundación Alexander von Humboldt en el “Franz Joseph Dölger-Institut”  de la Universidad de Bonn (Alemania), un centro especializado en el estudio de la Antigüedad Tardía y en las relaciones entre Antigüedad y Cristianismo, desde enero de 1988 hasta septiembre de 1989. También ha trabajado como profesor de Teología 12 años en la Universidad de Navarra (desde octubre de 1984 hasta septiembre de 1997) y 12 años en la Universidad Católica San Antonio de Murcia (desde octubre de 1999 hasta agosto de 2012). Ha participado en numerosos congresos nacionales e internacionales celebrados en diversos centros especializados en Patrología e Historia de la Iglesia como son, entre otros, el Instituto Patrístico Augustinianum de Roma y las “International Conferences on Patristic Studies” de la Universidad de Oxford. Las principales líneas de investigación se han centrado en el pensamiento teológico (cristología y soteriología) de algunos Padres de la Iglesia y en la exégesis bíblica realizada por éstos, así como en las relaciones de los pensadores cristianos de los cinco primeros siglos con la cultura greco-romana de la Antigüedad. Los escritores cristianos de la Antigüedad que han constituido el objeto principal de estudio son Tertuliano de Cartago, Teodoreto de Ciro, Arnobio de Sica, san Agustín de Hipona y san Gregorio de Nisa. En la actualidad se dedica a investigar el proceso de cristianización del Imperio Romano. Fue ordenado sacerdote por el Papa Juan Pablo II en la Basílica de San Pedro (Roma), el 31 de mayo de 1984. Un listado de sus principales publicaciones ofrece una visión panorámica de los resultados de su labor de investigación:

## Obras

### Obras de Teología Patrística
- Cristo, salvador y liberador del hombre. Estudio sobre la soteriología de Tertuliano, Eunsa, “Colección Teológica” 51, Pamplona 1986, 449 pp.

- Cristo: el autor de nuestra salvación. Estudio sobre el Comentario de Teodoreto de Ciro a las Epístolas paulinas, Eunsa, “Colección Teológica” 72, Pamplona 1990, 251 pp.

- D. RAMOS-LISSÓN, M. MERINO, A. VICIANO (Eds.), El diálogo fe-cultura en la antigüedad cristiana, Ediciones Eunate y Servicio de Publicaciones de la Universidad de Navarra, “Colección Historia de la Iglesia” 26, Pamplona 1996, 313 pp.

- H. R. DROBNER, A. VICIANO (Eds.), Gregory of Nissa, Homilies on the Beatitudes. An English Version with Commentary and Supporting Studies. Proceedings of the Eigth International Colloquium on Gregory of Nyssa (Paderborn, 14-18 September 1998), Brill, Leiden 2000, 680 pp.

### Obras de Filología Clásica
- Retórica, Filosofía y Gramática en el “Aduersus nationes” de Arnobio de Sica, Peter Lang Verlag, “Patrologia. Beiträge zum Studium der Kirchenväter” 3, Frankfurt a. M. 1993, 310 pp.

### Obras de Cristianismo Antiguo
- Cristianización del Imperio romano. Orígenes de Europa, colección “Cátedra de Ciencias Sociales, Morales y Políticas” 3 (Universidad Católica “San Antonio”), Quaderna editorial, Murcia 2003, 440 págs.

- Cristianismo primitivo y su inculturación en el Imperio romano, colección “Cátedra de Ciencias Sociales, Morales y Políticas” 10 (Universidad Católica “San Antonio”), Quaderna editorial, Murcia 2007, 290 pp.

### Manuales
- Para comprender el significado de la Biblia, “Cuadernos de Teología. Colección La Sagrada Escritura” 1, Servicio de Publicaciones de la Universidad Católica “San Antonio” de Murcia, Murcia 2001, 208 pp.

- Manual de Patrología, colección AMATECA-Supplementa, Editorial Edicep, Valencia, 2001, 344 pp., con prólogo de Mons. E. ROMERO POSE.

### Traducciones
- PAUL JOSEF CORDES, Sacerdotes ¿por qué? : apremiantes respuestas desde las enseñanzas de Benedicto XVI, traducido del alemán por Albert Viciano Vives, Universidad Católica San Antonio, Murcia 2010.

### Artículos especializados
- Evolución histórica del gerundivo: un estudio estructural, in: AA.VV., Actas del VII Congreso Español de Estudios Clásicos (Madrid, abril de 1987), ed. Universidad Complutense, Madrid 1989, 641-646.

- Grundzüge der Soteriologie Tertullians, in: Theologie und Glaube 79 (1989) 147-161.

- Christologische Deutung von Röm. 8,19-22 bei Gregor von Nyssa und Theodoret von Kyros, in: H.R. Drobner - Ch. Klock (Eds.), Studien zu Gregor von Nyssa und der christlichen Spätantike, Leiden 1990, 191-204.

- Theodoret von Kyros als Interpret des Apostels Paulus, in: Theologie und Glaube 80 (1990), 279-315.

- Über die Priesterausbildung in der Spätantike, in: Forum Katholische Theologie 6 (1990) 260-266.

- Aspects christologiques du "Corpus Paulinum" dans la controverse antimanichéenne de saint Augustin, in: A. van Tongerloo - S. Giversen (Eds.), Manichaica Selecta, Studies presented to Professor Julien Ries, Lovanii 1991, 379-389.

- Las "scriptorum interpretationes" en la Antigüedad Tardía, in: Minerva 5 (1991) 105-121.

- Théodoret de Cyr et ses principes herméneutiques dans le Prologue du Commentaire du Cantique des Cantiques, in: AA. VV., Letture cristiane dei Libri Sapienziali, (XX Incontro di studiosi dell'Antichità cristiana, Roma, maggio 1991), Roma 1992, 419-435.

- Theodoret von Kyros und der Manichäismus in seinem Kommentar zu den Paulusbriefen, in: AA. VV., Studia Manichaica, (II Internationaler Kongress zum Manichäismus, Bonn, August 1989), Wiesbaden 1992, 198-212.

- Das Bild des Apostels Paulus im Kommentar zu den paulinischen Briefen des Theodoret von Kyros, in: Zeitschrift für die Neutestamentliche Wissenschaft 83 (1992) 138-148.

- La sotériologie de Tertullien insérée dans la tradition théologique de l'Asie Mineure, in: AA. VV., Cristianesimo Latino e cultura Greca sino al sec. IV, (XXI Incontro di studiosi dell' antichità cristiana, Roma, maggio 1992), Roma 1993, 117-126.

- Die Bedeutung der katholischen Theologischen Fakultäten für die Neugestaltung Europas, in: Theologie und Glaube 83 (1993) 325-337.

- Antike vs zeitgenössische Exegese. Theodoret von Kyros’ Kommentar zu Gal 1,19, in: Forum Katholische Theologie 12 (1996) 285-289.

- Das formale Verfahren der antiochenischen Schriftauslegung. Ein Forschungsüberblick, in: G. Schöllgen – C. Scholten (Eds.), Stimuli. Exegese und ihre Hermeneutik in Antike und Christentum. Festschrift für Ernst Dassmann, Aschendorff Verlag, “Jahrbuch für Antike und Christentum. Ergänzungsband” 23, Münster 1996, 370-405.

- El articulus en los gramáticos latinos, in: Minerva 10 (1996) 87-104.

- Die virtus des Weisen und die virtus Christi im Adversus nationes des Arnobius von Sicca, in: Studia Patristica 31 (1997) 369-382.

- The church fathers and modern theology, in: Theology Digest 49 (2002) 139-143.

- Il cristianismo primitivo fu uno dei culti misterici dell’Antichità?, in: AA.VV., Pagani e cristiani alla recerca della salvezza (secoli I-III), XXXIV Incontro di studiosi dell’antichità cristiana (Roma, 5-7 maggio 2005), Studia Ephemeridis Augustinianum 96, Roma 2006, 735-752.

- Ecclesiologia, in: A. di Berardino – G. Fedalto – M. Simonetti (dir.), Letteratura Pastristica, Milano 2007, 449-468.

- Cristianització de l'Imperi Romà. Orígens d'Europa, in: M. Lanusse Alcover - J. A. Martínez i Seguí - A. Monzon i Arazo (eds.), Vida amunt i nacions amunt. Pensar el País Valencià en temps de globalització, Universitat de València 2008, 19-32.

- La Decretal del papa Sirici a Himeri de Tarragona, in: J. M. Gavaldà Ribor - A. Muñoz Melgar - A. Puig i Tàrrech (eds.), Pau, Fructuós i el cristianisme primitiu a Tarragona (segles I-VIII). Actes del Congrés de Tarragona (19-21 de juny de 2008), Fundació Privada Liber, Tarragona 2010, 659-674.

- La serp d’aram (Nm 21, 4-9) en els Pares de l’Església del segle II i en Orígenes, en Armand Puig i Tàrrech (ed.), Relectures de l’Escriptura a la llum del Concili Vaticà II (2). «La serp d’aram» (ScrBib 15, Barcelona: 2015, pp. 171-196).

- Les comunitats montanistes, fonamentades en la ‘paraula’ (ῥῆμα), ‘esperit’ (πνεῦμα) i ‘poder’ (δύναμις) de llurs profetes, en Armand Puig i Tàrrech (ed.), Església i comunitats jueves i cristianes en el món bíblic i postbíblic (ScrBib 16, Barcelona: 2017, pp. 311-336).

- Teologia baptismal en les controvèrsies amb el donatisme i l’arranisme (segles IV-VII), en Julia BELTRÁN DE HEREDIA – Cristina GODOY FERNÁNDEZ (eds.), La dualitat de baptisteris en les ciutats episcopals del cristianisme tardoantic. I Simposi d’Arqueologia Cristiana (Barcelona, 26-27 de maig de 2016), Barcelona 2017, pp. 199-211.

- La résurrection de la chair dans le 'Prognosticon futuri saeculi' (688) de Julien de Tolède, en Robert Baró – Albert Viciano – Daniel Vigne (éd.), Mort et résurrection dans l’Antichité chrétienne. Colloque organisé par la Faculté Antoni Gaudí de l’Athénée Universitaire Sanit Patien (Barcelona, 20-21 de noviembre de 2014), Paris 2017, pp. 35-56.

- La salvació de l’home segons la teologia de Tertul•lià de Cartago, en Marcos Aceituno Donoso – Joan Ramon Marín i Torner (eds.), Salvació i salvacions en els escrits bíblics i postbíblics (ScrBib 17, Barcelona: 2018, pp. 271-298).

- Arguments teològics en la controvèrsia iconoclasta dels segles VIII i IX al’Imperi bizantí, en Inauguració del Curs Acadèmic 2019-2020 de l’Ateneu Universitari Sant Pacià. Lliçó inaugural, Barcelona 2019, pp. 45-106.

- La presencia del arrianismo en la Hispania romana y visigoda (siglos IV a VI) a partir de los textos literarios, en Jordi López Vilar (ed.), El Cristianisme en l’Antiguitat Tardana. Noves perspectives. 4t Congrés Internacional d’Arqueologia i Món Antic (Tarragona, 21-24 de noviembre de 2018), Tarragona 2019, pp. 199-203.

- El sacerdot Pinhàs (Nm 25,1-18) en l’exegesi bíblica dels Pares de l’Església, Revista Catalana de Teología 45/1 (2020) 41-77.